# Американо-швейцарские отношения
Американо-швейцарские отношения — двусторонние дипломатические отношения между США и Швейцарией.

## История

Марка, посвященная 700-летию со дня основания Швейцарии.

Между этими двумя демократическими странами налажены дружеские отношения. Швейцарию и США объединяет общая приверженность к принципам демократии и либерализма. США с уважением относятся к швейцарской политике нейтралитета.

## Торговля
Швейцария участвует в Европейской ассоциации свободной торговли, страны входящие в данную организацию являются важными рынками сбыта для американских товаров. США и Швейцария имеют долгую историю сотрудничества как на двусторонней основе, так и в рамках Всемирной торговой организации. Соединенные Штаты являются одним из самых популярных направлений для швейцарских инвестиций, а также являются одним из крупнейших иностранных инвесторов в Швейцарию. Соединенные Штаты и Швейцария подписали соглашение о создании торгово-инвестиционного форума, в рамках которого правительства обеих стран могли бы способствовать увеличению торговых и инвестиционных потоков.
Экспорт из США в Швейцарию: золото, фармацевтика, предметы искусства и антиквариата, оптические и медицинские инструменты, машины и сельскохозяйственная продукция. Импорт США из Швейцарии: фармацевтическая продукция, оптические и медицинские инструменты, часы, машины, драгоценности и алмазы, сельскохозяйственная продукция. Швейцария ежегодно входит в число стран с наибольшим числом туристов в США. Швейцария участвует в программе безвизового въезда в США, что позволяет гражданам стран-участниц посещать США в туристических целях на 90 дней или менее без получения визы.